# Adalbert Lidmansky
Adalbert Lidmansky (ur. 12 kwietnia 1795 w Jindřichův Hradec, zm. 23 lipca 1858 w Klagenfurt am Wörthersee) – austriacki duchowny katolicki, biskup diecezjalny Gurk 1842-1858.

## Życiorys
Święcenia kapłańskie otrzymał 12 marca 1818.
13 maja 1842 papież Grzegorz XVI mianował go biskupem diecezjalnym Gurk. 30 października 1842 z rąk kardynała Friedricha Josefa von Schwarzenberga przyjął sakrę biskupią. Funkcję pełnił aż do swojej śmierci.